# 애러너 오스틴
얼래나 오스틴(Alana Austin, 1982년 4월 6일 ~ )은 미국의 배우이다.
팜스프링스에서 태어났다.

## 영화
- 미라클 독스 투 (2006년) - 나탈리 역
- 팝스타 (2005년) - 제인 브라이튼 역
- 모토크로스 키즈 (2004년)
- 헨젤과 그레텔 (2002년) - 나무요정 역
- 모토크로시드 (2001년)
- 데인저러스 리버 (1999년)
- 로드 킬 (1999년)
- 홀리와 레이앤 (1996년)
- 노스 (1994년)
- 아빠는 총각 (1994년) - 마틸다 맥킨, 11살 역
- FBI 기동 타격대 6 (1993년)